# Squier Telecaster
La Squier Telecaster è una chitarra elettrica prodotta dalla Fender Musical Instruments Corporation (FMI) con il suo marchio economico Squier presso vari produttori terzi basati in Asia. La chitarra, analogamente al modello Fender, è in genere dotata di due pickup Single coil, un controllo di volume, un controllo di tono ed un interruttore a 3 vie per selezionare le diverse combinazioni di pickup.